# 赵湾镇
赵湾镇，是中华人民共和国陕西省安康市旬阳市下辖的一个乡镇级行政单位。

## 行政区划
赵湾镇下辖以下地区：
赵湾社区、华家山村、王长沟村、全岭村、金元村、王庄村、桦树梁村、高家坡村、白杨坪村、帽顶村、高东村、中沟村、胡家庄村、中山村和马蹄沟村。

## 中国传统村落
2013年8月，郭家老院被评为第二批中国传统村落。